# 86-я улица (линия Бродвея и Седьмой авеню, Ай-ар-ти)
|   |     |     |     |     |   |
| · | · л | · э | · э | · л | · |

|   |     |     |     |     |   |
| · | · л | · э | · э | · л | · |

«86-я улица» (англ. 86th Street) — станция Нью-Йоркского метрополитена, расположенная на линии Бродвея и Седьмой авеню, Ай-ар-ти.  На станции останавливаются маршруты 1 (круглосуточно) и 2 (ночью). Станцию проходят без остановки маршруты 2 (круглосуточно, кроме ночи) и 3 (круглосуточно). Она представлена двумя боковыми платформами, обслуживающими два локальных пути.
Станция была открыта 27 октября 1904 года в составе первой очереди сети Interborough Rapid Transit Company (IRT). В это время поезда ходили от станции City Hall до 145th Street.
В оформлении станции, выполненном под руководством художницы Ниццы Туфиньо, использованы темы Бродвея, нью-йоркских пожарных, мемориала Штраусам в Штраус-парке, кораблей находящейся неподалёку бухты, нью-йоркской буддистской церкви и нью-йоркского автобуса.
- Именная мозаика
- Картуш с числом "86"
- Керамический рельеф
- Выход